# الإبانة عن أصول الديانة (كتاب)
الإبانة عن أصول الديانة. كتاب في علم العقيدة الإسلامية، من تأليف أبي الحسن الأشعري، تكلم فيه عن الأصول العقائدية المختلف عليها كرؤية الله وكلامه واستوائه على العرش، والقدر، والمتشابه من القرآن، مع الأدلة العقلية والنقلية والرد على الفرق المخالفة في تلك المسائل وغيرها من الأصول.

## موضوع الكتاب
اشتمل الكتاب على المباحث الكلامية العقدية في الرد على الفرق والمذاهب المخالفة، فكان يورد كلامهم على شكل مناظرات كلامية، ثم يرد عليها، فالكتاب يعد ردا على أصول الفرق من الجهمية والمعتزلة والقدرية والخوارج والرافضة.
يعتبر الأثرية أن أهمية الكتاب تأتي لأنه يمثل آخر مرحلة تعبر عن عقيدة الإمام الأشعري التي مر بها، والتي تُفصح عن رجوعه عن طريقة المتكلمين، فهذا الكتاب آخر ما صنفه في حياته. بينما يرى الأشاعرة أن كتاب الإبانة دخل عليه الكثير من الدس والتحريف، فبينما يتمسك معارضو الأشاعرة بالنسخة الرائجة ويرون فيها دليلا على عودة الأشعري عن منهج المتكلمين، يجزم الأشاعرة أن النسخة الرائجة محرّفة وفي ذلك يقول العلاّمة الكوثري في تعليقه على كتاب الاختلاف في اللفظ لابن قتيبة: ((ومن غريب التحريف ما دس في بعض نسخ الإبانة للأشعري كما دس فيها أشياء آخر))، كما أن النسخة الرائجة توحي بالتجسيم، وتتهجم على الإمام أبي حنيفة[ ؟ ] يصل إلى حد تكفيره، وقد طبع كتاب الإبانة طبعة قوبلت على أربع نسخ خطية بتحقيق الدكتورة فوقية حسين محمود، وعند المقارنة بين النسخة المتداولة مع طبعة الدكتورة فوقية حسين مع فصلين نقلهما ابن عساكر، تبيّن بوضوح قدر ذلك التحريف الذي جرى على هذا الكتاب. كما يرى الأشاعرة أن استدلال السلفية بهذا الكتاب على أن أبا الحسن الأشعري قد ترك طريقة المتكلمين، هو أمر يناقض ما قاله أحد أبرز أئمتهم وهو ابن تيمية، حيث أن ابن تيمية يقول إن الأشعري لم يعرف غير طريقة المتكلمين.
إلا أن الأثرية يردون بأن ابن تيمية قال في مجموع الفتاوى أنه يرجح القول بأن الأشعري أخذ عن الحنابلة في بغداد وكان هذا آخر قوله 

## محتويات الكتاب
قد تضمن الكتاب عدة مسائل وفصول، وهي كالتالي:
- فصل في قول أهل الزيغ والبدع.
- وفصل في إبانة قول أهل الحق والسنة.
- وفصل في إثبات رؤية الله سبحانه بالأبصار في الآخرة.
- وفصل في أن القرآن كلام الله تعالى غير مخلوق.
- وذكر الرواية في القرآن.
- والكلام على من توقف في القرآن وقال: «لا أقول إنه مخلوق ولا أنه غير مخلوق».
- وذكر الاستواء على العرش.
- والكلام في الوجه والعينين والبصر واليدين.
- والرد على الجهمية في نفيهم علم الله تعالى وقدرته وجميع صفاته.
- والكلام في الإرادة والرد على المعتزلة في ذلك.
- والكلام في تقدير أعمال العباد والاستطاعة والتعديل والتجوير.
- وذكر الروايات في القدر.
- والكلام في الشفاعة والخروج من النار.
- والكلام في الحوض[ ؟ ].
- والكلام في عذاب القبر.
- والكلام في إمامة أبي بكر الصديق.

## أقوال العلماء في الكتاب
- قال ابن عساكر (ت 571 هـ) في تبيين كذب المفتري: «وتصانيفه ـ أي أبو الحسن ـ بين أهل العلم مشهورة معروفة، وبالإجادة والإصابة للتحقيق عند المحققين موصوفة، ومن وقف على كتابه المسمى بالإبانة، عرف موضعه من العلم والديانة.»[6] وقال أيضاً: «...فإذا كان أبو الحسن رضي الله عنه كما ذكر عنه من حسن الاعتقاد، مستوصف المذهب عند أهل المعرفة بالعلم والانتقاد، يوافقه في أكثر ما يذهب إليه أكابر العباد، ولا يقدح في معتقده غير أهل الجهل والعناد، فلا بد أن نحكي عنه معتقده على وجهه بالأمانة، ونجتنب ان نزيد فيه أو ننقص منه تركا للخيانة، ليعلم حقيقة حاله في صحة عقيدته في أصول الديانة، فاسمع ما ذكره في أول كتابه الذي سماه بالإبانة، فإنه قال: الحمد لله الأحد الواحد العزيز الماجد المتفرد بالتوحيد المتمجد بالتمجيد الذي لا تبلغه صفات العبيد وليس له مثل ولا نديد وهو المبدئ (أسماء الله الحسنى) المعيد جل عن اتخاذ الصاحبة والأبناء وتقدس عن ملامسة النساء فليست له عزة تنال ولا حد تضرب له فيه الأمثال لم يزل بصفاته أولا قديرا ولا يزال عالما خبيرا سبق الأشياء علمه ونفذت فيها إرادته فلم تعزب عنه خفيات الأمور، ولم تغيره سوالف صروف الدهور، ولم يلحقه في خلق شيء مما خلق كلال ولا تعب، ولا مسه لغوب ولا نصب، خلق الأشياء بقدرته ودبرها بمشيئته، وقهرها بجبروته وذللها بعزته، فذل لعظمته المتكبرون واستكان لعظم ربوبيته المتعظمون، وانقطع دون الرسوخ في علمه الممترون، وذلت له الرقاب، وحارت في ملكوته فطن ذوي الألباب، وقامت بكلمته السموات السبع واستقرت الأرض المهاد وثبتت الجبال الرواسي وجرت الرياح اللواقح وسار في جو السماء السحاب وقامت على حدودها البحار وهو إله قاهر يخضع له المتعززون ويخشع له المترفعون ويدين طوعا وكرها له العالمون نحمده كما حمد نفسه وكما ربنا له أهل ونستعينه إستعانة من فوض أمره إليه وأقر أنه لا ملجأ ولا منجي منه إلا إليه ونستغفره إستغفار مقر بذنبه معترف بخطيئته ونشهد أن لا إله إلا الله وحده لا شريك له إقرارا بوحدانيته وإخلاصا لربوبيته وإنه العالم بما تبطنه الضمائر وتنطوي عليه السرائر وما تخفيه النفوس وما تخزن البحار وما تواري الأسرار وما تغيض الأرحام وما تزداد وكل شيء عنده بمقدار...»[7]
- وقال عنه قاضي الديار المصرية أبو القاسم بن درباس الشافعي (ت 605 هـ) في رسالته «الذب عن أبي الحسن الأشعري»: «اعلموا معشر الإخوان وفقنا الله وإياكم للدين القويم وهدانا أجمعين الصراط المستقيم، أن كتاب الإبانة عن أصول الديانة، الذي ألفه الإمام أبو الحسن علي بن إسماعيل الأشعري هو الذي استقر عليه أمره فيما كان يعتقده، وبه كان يدين الله سبحانه وتعالى بعد رجوعه من الاعتزال بمن الله ولطفه، وكل مقالة تنسب إليه الآن مما يخالف ما فيه فقد رجع عنها، وتبرأ إلى الله سبحانه منها، وكيف وقد نص فيه على أنه ديانته التي يدين الله سبحانه بها. وروى وأثبت أنه ديانة الصحابة والتابعين وأئمة الحديث الماضين.....»[8]
- وجاء في كتاب «أهل السنة الأشاعرة شهادة علماء الأمة وأدلتهم» ما نصه: «كتاب الإبانة هو دليل ومعتمد من يقول بمرور الإمام الأشعري بثلاث مراحل في حياته، والذي لا ريب فيه أن الإمام قد سلك في هذا الكتاب وفي غيره من الرسائل التي نسبت له أسلوبا مختلفا في التأليف، فهو في الغالب قد سلك مسلك جمهور السلف في المتشابهات، نعني بذلك أنه قد أخذ بطريق التفويض، ففهم البعض من ذلك أن الإمام قد رجع عن طريق ابن كلاب الذي كان عليه إلى طريق السلف..» ثم يضيف: «إن كتاب الإبانة الذي هو معتمد أصحاب هذه الدعوى، وهو الدليل عندهم على رجوع الإمام عن طريق ابن كلاب، نقول: إن هذا الكتاب بذاته ينقض دعوى رجوع الإمام عن هذا الطريق، لأنه مؤلف على طريقة ابن كلاب وعلى منهجه، فكيف يرجع عن طريق ابن كلاب ثم يؤلف آخر كتبه على طريقته؟» قال الحافظ ابن حجر العسقلاني في لسان الميزان: «وعلى طريقته -يعني ابن كلاب- مشى الأشعري في كتاب الإبانة».[9]

## مآخذ على الكتاب
نسبة القول بخلق القرآن لأبي حنيفة[ ؟ ]، فهذه يعتبرها الأشاعرة من أدلة تحريف الكتاب وأن الإمام الأشعري موافق لأبي حنيفة في قوله في كتاب الفقه الأكبر (القرآن كلام الله غير مخلوق أما الحروف فلا شك أنها مخلوقة) بينما السلفية يرون أن ذلك موافق لما في كتب العقيدة المعروفة، كالسنة لعبد الله بن أحمد بن حنبل، والسنة لحرب الكرماني، وأصول أهل السنة للالكائي، وموافق لترجمة أبي حنيفة في تاريخ بغداد، ومنهم من يقول أن أبا حنيفة تاب عن هذا القول وتبرأ منه، وهذه التوبة نقلها أبو الحسن الأشعري في هذا الكتاب 
ويأخذ السلفيون على أبي الحسن الأشعري كثرة عرض الشبه في الكتاب وفق النسخة الرائجة لديهم.[بحاجة لمصدر]
ويرى الإمام محمد زاهد الكوثري أن كتاب الإبانة هو «على طريقة المفوضة في الإمساك عن تعيين المراد وهو مذهب السلف وأراد بها انتشال المتورطين في أوحال التشبيه من الرواة والتدرج بهم إلى مستوى الاعتقاد الصحيح... والنسخة المطبوعة في الهند من الإبانة نسخة مصحفة محرفة تلاعبت بها الأيدي الأثيمة فيجب إعادة طبعها من أصل وثيق».
ويقول الدكتور عبد القادر محمد الحسين في كتابه (إمام أهل الحق أبو الحسن الأشعري): «أذكر أني قبل عدة سنوات قلت لشيخنا الجليل الدكتور محمد سعيد رمضان البوطي حينما زارنا في مصر وكان قد أثنى على كتاب (الإبانة) في كتابه (العقيدة والفكر المعاصر) الذي هو من مقررات السنة الثالثة في كلية الشريعة في جامعة دمشق، قلت له ما معناه: إن فيه عبارات مستقبحة شنيعة، قال لي: مثل ماذا؟ فقلت له مثل قوله: (ومن دعاء أهل الإسلام جميعاً إذا هم رغبوا إلى الله تعالى في الأمر النازل بهم يقولون جميعاً: يا ساكن السماء) وقوله: (وزعمت المعتزلة والحرورية والجهمية أن الله تعالى في كل مكان فلزمهم أنه في بطن مريم وفي الحشوش والأخلية وهذا خلاف الدين..)، فاستغرب الشيخ حفظه الله وقال: إن النسخة التي لديه ليس فيها مثل هذا الكلام!».
وقال أيضاً ما نصه: «وقع في يدي كتاب للشيخ وهبي سليمان غاوجي الألباني حفظه الله يبرهن على أن هناك مواطن موضوعة ويذكر نماذج منها، ولأخينا الأستاذ الشاب المحقق عبد العزيز الحاضري بعض اللمحات اللطيفة التي تؤكد هذا المعنى في كتابه الماتع: (تنزيه الحق المعبود عن الحيز والحدود) فليرجع إليه لزوماً من أراد الاستزادة في هذا الباب».
وقد انتقد الأستاذ الدكتور عبد القادر بطار، حسن السقاف محقق كتاب الإبانة، واعتبره «كارثة من كوارث هذا العصر» لزعمه أنه تلميذ لعبد الله ابن الصديق، وهو كان في البداية يدعي أنه أشعري، ثم أصبح شيعيا، ثم بعد ذلك اعتزل، وقد أساء في تحقيقه للإبانة إلى الإمام أبي الحسن الأشعري بشكل كبير.

## طبعات الكتاب
للكتاب عدة طبعات متداولة، طبع منها:
- في دائرة المعارف النظامية بحيدر آباد الدكن الهند الطبعة الأولى تضمنت مجموع شرح الفقه الأكبر للماتريدي، وشرح الفقه الأكبر لأبي المنتهى المغنيساوي، والجوهرة المنيفة شرح وصية أبي حنيفة والإبانة ورسالة ابن درباس في الذب عن الأشعري، وضميمتين للمولوي عناية العلي الحيدرآبادي الحنفي.
- وطبع بتحقيق: د. فوقية حسين محمود في دار الأنصار القاهرة الطبعة الأولى 1397 هـ، وهي من أفضل الطبعات من ناحية جمع النسخ والضبط.
- وطبع بتحقيق الشيخ حماد بن محمد الأنصاري ضمن مطبوعات الجامعة الإسلامية بالمدينة المنورة 1409 هـ.
- وفي دار ابن زيدون بيروت الطبعة الأولى بدون تحقيق.
- وفي دار البصيرة مصر 1413 هـ نسخة على مخطوطة الشيخ حماد، بتحقيق نبيل صلاح سليم 2003، وتضمنت كتاب: صريح السنة لابن جرير الطبري.
- وفي دار النفائس بيروت 1414 هـ بتحقيق عباس صباغ.
- وفي دار العلياء القاهرة 1428 هـ بتحقيق أبي النصر محمد بن عبد الهادي الأثري، وعليها تعليقات لابن تيمية، وهناك نسخة بدون تحقيق في دار الكتب العلمية بيروت 1418 هـ.